# Лунн, Бёрге
Бёрге Лунн (норв. Børge Lund; род. 13 марта 1979, Будё) — норвежский гандболист, ассистент главного тренера сборной Норвегии.

## Карьера

#### Клубная
Бёрге Лунн воспитанник клуба ГК Будё. Лунд начинал профессиональную карьеру в клубе ГК Будё. В 2002 году Бёрге Лунн перешёл в датский клуб АаБ. В 2006 году Бёрге Лунд перешёл в немецкий клуб Нордхорн. Летом 2007 года Бёрге Лунн переходит в ГК Киль за 200000 евро. Лунн, в составе ГК Киль, выигрывает три раза чемпионат Германии, лигу чемпионов ЕГФ. В 2010 году Бёрге Лунн переходит в Райн-Неккар Лёвен, а в 2012 году Лунн переходит в Фюксе Берлин. В 2013 году Бёрге Лунн возвращается в ГК Будё

#### В сборной
Бёрге Лунн выступает за сборную Норвегии с 2000 года. Дебютировал Лунн за сборную Норвегии 9 марта 2000 года, в матче против Португалии. Всего за сборную Норвегии Бёрге Лунн сыграл 216 матчей и забросил 390 мяч.

#### Тренерская карьера
Бёрге Лунн стал ассистентом главного тренера мужской сборной Норвегии по гандболу в 2016 году.

## Титулы
- Чемпион Германии: 2008, 2009, 2010
- Обладатель Кубка Германии: 2008, 2009
- Победитель лига чемпионов ЕГФ: 2010
- Обладатель кубка Норвегии: 2015

## Статистика
| Сезон     | Клуб              | Лига       | Матчи | Голы | 7-метр | Голы |
| --------- | ----------------- | ---------- | ----- | ---- | ------ | ---- |
| 2006/07   | Нордхорн          | Бундеслига | 34    | 109  | 0      | 109  |
| 2007/08   | Киль              | Бундеслига | 34    | 52   | 2      | 50   |
| 2008/09   | Киль              | Бундеслига | 19    | 23   | 0      | 23   |
| 2009/10   | Киль              | Бундеслига | 30    | 21   | 0      | 21   |
| 2010/11   | Райн-Неккар Лёвен | Бундеслига | 26    | 44   | 0      | 44   |
| 2011/12   | Райн-Неккар Лёвен | Бундеслига | 23    | 27   | 0      | 27   |
| 2012/13   | Фюксе Берлин      | Бундеслига | 28    | 47   | 0      | 47   |
| 2006—2013 | Итого             | Бундеслига | 194   | 323  | 2      | 321  |